# Niszczyciel rakietowy

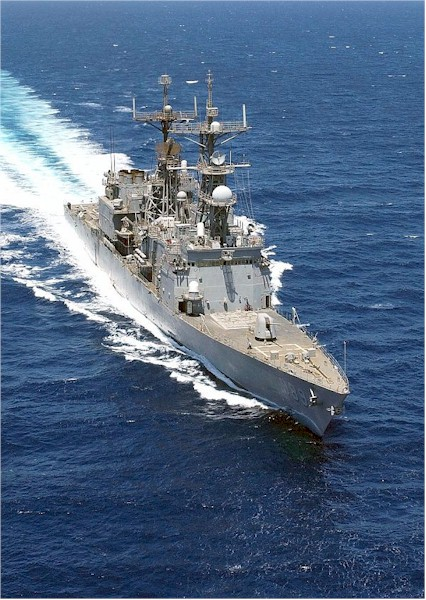
USS Deyo – amerykański niszczyciel rakietowy typu Spruance.

Niszczyciel rakietowy – klasa współczesnych, wszechstronnie uzbrojonych dużych okrętów rakietowych, zdolnych prowadzić walkę z celami nawodnymi, podwodnymi, powietrznymi, kosmicznymi (broń antysatelitarna), i na lądzie. W wielu flotach zostały zastąpione przez fregaty i korwety, o również rosnących możliwościach bojowych.

## Geneza
Niszczyciele rakietowe stanowią dalsze ogniwo ewolucji klasy niszczycieli (kontrtorpedowców), istniejącej podczas I i II wojny światowej. Niszczyciele były uniwersalnymi okrętami przeznaczonymi głównie do obrony zespołów statków i okrętów przed mniejszymi okrętami nawodnymi i podwodnymi oraz lotnictwem, a także do wypełniania zadań uderzeniowych w składzie zespołów floty, w tym do przeprowadzania ataków torpedowych.
W okresie powojennym nastąpił dalszy rozwój niszczycieli i inne ukierunkowanie zadań, które miały wykonywać. Stały się w większym stopniu okrętami uderzeniowymi, a eskortowanie stopniowo przejęły mniejsze i słabiej uzbrojone fregaty. Wiązało się to z postępem w dziedzinie uzbrojenia, szczególnie rakietowego, i wkraczaniem pocisków rakietowych na dominującą pozycję na polu walki morskiej. Od tego czasu niszczyciele uzbrojone w rakiety zwane są rakietowymi, a ich zadaniem są wszystkie możliwe sposoby prowadzenia działań na morzu – zwalczanie jednostek nawodnych i podwodnych, a także lotnictwa. Niektóre z niszczycieli posiadają uzbrojenie rakietowe pozwalające na atakowanie obiektów lądowych.
Podklasa niszczycieli rakietowych stała się dominująca wśród innych jednostek w klasie niszczycieli i w praktyce nie spotyka się już obecnie niszczycieli nieuzbrojonych w pociski rakietowe, w związku z czym stosuje się często określenie niszczyciel, nie dodając przymiotnika „rakietowy”. W odróżnieniu od niszczycieli rakietowych, powojenne niszczyciele nieposiadające uzbrojenia rakietowego określano jako klasyczne lub konwencjonalne.

## Rozwój
Ewolucja tych jednostek nie nastąpiła jednak natychmiast, rozwijały się one wraz z systemami uzbrojenia. Pierwszym uzbrojeniem rakietowym, jakie pojawiło się na niszczycielach, były pociski przeciwlotnicze, które zmniejszyły się do takich rozmiarów, iż na przełomie lat 50 XX w. i lat 60 XX w., możliwe stało się instalowanie ich na okrętach mniejszych od krążowników rakietowych. Na początku lat 60. XX w. pojawiły się niszczyciele takie, jak amerykańskie jednostki typu Charles F. Adams (pierwsze okręty zaprojektowane od początku jako niszczyciele rakietowe) oraz radzieckie projektu 56A (oznaczenie w kodzie NATO: Kotlin SAM), uzbrojone w przeciwlotnicze pociski rakietowe i torpedy nowszych typów do zwalczania okrętów podwodnych.
Następną generację z lat 60 XX w. stanowiły okręty wyposażone po raz pierwszy w przeciwokrętowe pociski rakietowe, np. radzieckie niszczyciele projektu 56M (w kodzie NATO: Kildin) i projektu 61MP (oznaczenie w kodzie NATO: Modified Kashin). Potem, w latach 70 XX w. zaczęto budować okręty uzbrojone także w rakietotorpedy przeciw okrętom podwodnym, takie jak radzieckie okręty projektu 1155 (Udałoj). Ostatnią fazą rozwoju było wprowadzenie okrętów przenoszących pociski manewrujące, jak miało to miejsce na amerykańskich niszczycielach typu Spruance. Dodatkowo każdy okręt posiadał artylerię pokładową. W tym samym czasie wprowadzono także śmigłowce pokładowe, które w specjalnych hangarach mogły przebywać na pokładzie przez dłuższy czas.
Wszystkie te typy uzbrojenia cały czas przechodzą różnego rodzaju ewolucje, ale pozostają głównymi montowanymi na niszczycielach. Stosowane są coraz doskonalsze systemy rakietowych pocisków przeciwlotniczych i przeciwokrętowych, połączone z doskonalszymi systemami elektronicznymi wykrywania celów i naprowadzania uzbrojenia, takimi jak amerykański AEGIS.
W czasie ewolucji niszczycieli rakietowych, ich wielkość się zwiększała. Wczesne jednostki miały wyporność standardową ok. 3000–3500 t, odpowiadającą największym niszczycielom klasycznym. Nowoczesne niszczyciele rakietowe to jednostki o wyporności od ok. 5000 do 9000 ton (porównywalnej z lekkimi krążownikami okresu II wojny światowej), długości sięgającej ok. 130–170 metrów, prędkości maksymalnej w granicach 25–35 węzłów, autonomiczności działania 15–25 dni, zasięgu zazwyczaj od 4 do 10 tysięcy mil morskich. Układ napędowy to przeważnie silniki Diesla i turbiny gazowe połączone w kombinowanym systemie CODOG, rzadziej CODAG, czasem występują same turbiny gazowe w systemie COGOG i COGAG, a na starszych jednostkach nawet turbiny parowe.

## Uzbrojenie

### Uzbrojenie rakietowe

#### Przeciwokrętowe pociski rakietowe
Przeciwokrętowe pociski rakietowe (klasy woda-woda, ang. surface-to-surface) stosowane na niszczycielach mają zazwyczaj zasięg 100–150 km i prędkość ok. 1 Ma, ale czasem dochodzącą nawet do 3 Ma. Przeciwokrętowe pociski rakietowe zazwyczaj montowane są poczwórnie, po dwa takie zestawy na okręcie. Rzadziej występują w podwójnych lub pojedynczych wyrzutniach wielokrotnego ładowania albo pionowych wyrzutniach pokładowych VLS, gdzie liczba pocisków dochodzi nawet do szesnastu i więcej.
- Francja:
  - Exocet MM.40
  - Otomat Teseo Mk 2(inne języki) (z Włochami)
- Federacja Rosyjska:
  - P-80 Żubr / P-270 Moskit (w kodzie NATO: SS-N-22 Sunburn)
  - Uran (w kodzie NATO: SS-N-25 Switchbalde)
  - rodzina pocisków Kalibr
  - Oniks
- Stany Zjednoczone Ameryki:
  - AGM-84 Harpoon A/C

#### Przeciwlotnicze pociski rakietowe
Przeciwlotnicze pociski rakietowe (klasy woda-powietrze, ang. surface-to-air) dzielą się na bliskiego i średniego zasięgu. Zestawy bliskiego zasięgu mogą atakować cele w odległości maksymalnej do ok. 50 km i służą do niszczenia środków napadu powietrznego, ale także do obrony przeciwrakietowej jednostki.
- Stany Zjednoczone Ameryki:
  - RIM-7 Sea Sparrow
  - RIM-116 RAM
- Wielka Brytania:
  - GWS Sea Wolf

Jednak typowe przeciwlotnicze pociski rakietowe na niszczycielach to pociski średniego zasięgu od 50 do 100 km i przeznaczone wyłącznie do atakowania samolotów lub śmigłowców. Do wystrzeliwania pocisków przeciwlotniczych służą wyrzutnie wielokrotnego ładowania (zwykle dwuprowadnicowe) lub pionowe wyrzutnie VLS, a jeden niszczyciel przenosi w granicach od 8 do nawet 64 takich pocisków.
- Federacja Rosyjska:
  - M-22 (w kodzie NATO SA-N-7 Gadfly)
  - Fort (pocisk na platformie okrętowej, zbudowany na bazie systemu S-300)
  - 3K95 (w kodzie NATO: SA-N-9 Gauntlet)
- Stany Zjednoczone Ameryki:
  - RIM-67 Standard SM2

#### Pociski manewrujące
Osobny rodzaj pocisków, przenoszonych na amerykańskich niszczycielach, to duże pociski manewrujące dalekiego zasięgu, którymi okręty ze swych pokładów mogą razić cele na ziemi i na morzu w odległości od 500 do 3000 km. Okręty tego typu przenoszą od kilku do kilkunastu takich pocisków, zazwyczaj w pionowych wyrzutniach VLS.
- BGM-109 Tomahawk
- Kalibr
- Oniks
- MdCN

### Uzbrojenie do zwalczania okrętów podwodnych
Główne uzbrojenie do zwalczania okrętów podwodnych stanowią torpedy lub rakietotorpedy. Wyrzutnie torped w liczbie najczęściej od czterech do ośmiu przenoszą zazwyczaj torpedy kierowane kalibrów 324 i 533 mm, o zasięgu poniżej 10 Mm.
- Stany Zjednoczone Ameryki:
  - Mark 46

Natomiast rakietotorpedy na niszczycielach występują przeważnie w dość znacznych ilościach, dochodzących do 90.
- Federacja Rosyjska (zasięg ponad 25 Mm):
  - Mietieł (w kodzie NATO: SS-N-14 Silex)
  - Rastrub-B (w tym pocisk 85RUS z głowicą jądrową)
  - rodzina Kalibr (91RT2)
- Stany Zjednoczone:
  - ASROC RUR-5A

Dodatkowym uzbrojeniem przeciw okrętom podwodnym mogą być rakietowe bomby głębinowe, o zasięgu rażenia nieprzekraczającym 3 mil morskich. Służą również jako broń ostatniej szansy przeciwko torpedom.
- Federacja Rosyjska:
  - RGB-60.

### Uzbrojenie artyleryjskie
Uzbrojenie artyleryjskie niszczycieli rakietowych odgrywa rolę drugorzędną i zostało znacznie zredukowane w stosunku do niszczycieli okresu II wojny światowej i pierwszych lat powojennych. Dzieli się na artylerię dużego i małego kalibru. Artyleria głównego kalibru, przeznaczona do obrony przed lotnictwem i ewentualnie ostrzału celów nawodnych lub lądowych, składa się najczęściej z dwóch dział, pojedynczych albo podwójnych kalibru 100/130 mm, o zasięgu ok. 5-10 Mm.
- Republika Włoska:
  - Oto Melara kaliber 76 mm
- Federacja Rosyjska:
  - AK-130 kaliber 130 mm
  - AK-100 kaliber 100 mm
  - AK-276 kaliber 76 mm
- Stany Zjednoczone Ameryki:
  - Mark 45 kaliber 127 mm

Drugi element uzbrojenia artyleryjskiego stanowią wielolufowe działka szybkostrzelne małego kalibru 20–30 mm, służące głównie do bezpośredniej obrony jednostki przed nadlatującymi pociskami rakietowymi, a także samolotami w odległości do 2 km. Takie działka zazwyczaj są sprzężone z radarem w zestawy artyleryjskie obrony bezpośredniej, ale mogą też występować jako samodzielne.
- Francja:
  - Oerlikon
- Holandia i Wielka Brytania:
  - Goalkeeper
- Federacja Rosyjska:
  - AK-630M
- Stany Zjednoczone Ameryki:
  - Vulcan Phalanx

## Wyposażenie elektroniczne
Z postępem uzbrojenia nastąpił także rozwój środków wykrywania przeciwnika, kierowania uzbrojeniem, obrony przed atakami oraz systemów sprawnego dowodzenia i łączności na okręcie. Niszczyciele posiadają liczne radiolokatory, hydrolokatory i inne urządzenia, które są równie ważne jak samo uzbrojenie.
- Radary dozoru nawodnego i nawigacyjne
  - Rosja:
    - Wołga (w kodzie NATO: Palm Frond)

  - Francja:
    - Decca 1226
    - Recal DRBN 34

  - Stany Zjednoczone:
    - ISC Cardion SPS-55
    - Raytheon SPS-64
    - Norden SPS-67
- Radary dozoru powietrznego
  - Francja:
    - Thomson-CSF DRBJ 11
    - Thomson-CSF DRBV 26

  - Stany Zjednoczone:
    - Hughes Mk 23 TAS
    - RCA SPY-1

  - Rosja:
    - MR-320M Topaz (w kodzie NATO: Strut Pair)
    - MR-710 Fregat (w kodzie NATO: Top Plate)
- Radary naprowadzania i kierowania uzbrojeniem
  - Francja:
    - Thomson-CSF Vega DRBC 32
    - Thomson-CSF DRBR 51

  - Rosja:
    - 3TS-25 Garpun (w kodzie NATO: Plank Shave)
    - MR-90 Oriech (w kodzie NATO: Front Dome)
    - MR-123 Wympiel (w kodzie NATO: Bass Tilt)
    - MR-212 Drakon (w kodzie NATO: Eye Bowl)
    - MR-218 Lew (w kodzie NATO: Kite Screech)
    - MR-360 Podkat (w kodzie NATO: Cross Sword)

  - Stany Zjednoczone:
    - Lokheed SPG-60
    - Raytheon/RCA SPG-62
- Sonary
  - Francja:
    - Thomson Sintra DUBA 25
    - VDS DUBV 43

  - Rosja:
    - MG-335 Platina (w kodzie NATO: Bull Horn)
    - MG-342 Orion (w kodzie NATO: Horn Jaw)

  - Stany Zjednoczone:
    - Gould/Raytheon/GE SQQ-89
    - GE/Hughes SQS-53
- Systemy przeciwdziałania
  - Stany Zjednoczone:
    - Sensytech SLQ-25 Nixie
    - Raytheon SLQ-32

## Lotnictwo pokładowe
Na współczesnych niszczycielach stacjonują zazwyczaj dwa śmigłowce. Służą one głównie do zwalczania zanurzonych okrętów podwodnych przy pomocy torped pokładowych oraz czasami do atakowania jednostek nawodnych używając pocisków przeciwokrętowych.
- Stany Zjednoczone:
  - SH-60 Seahawk
  - SH-2F Seasprite
- Wielka Brytania:
  - Sea Lynx
  - AW101
- Rosja:
  - Ka-25
  - Ka-27
  - Ka-31

## Współczesne okręty

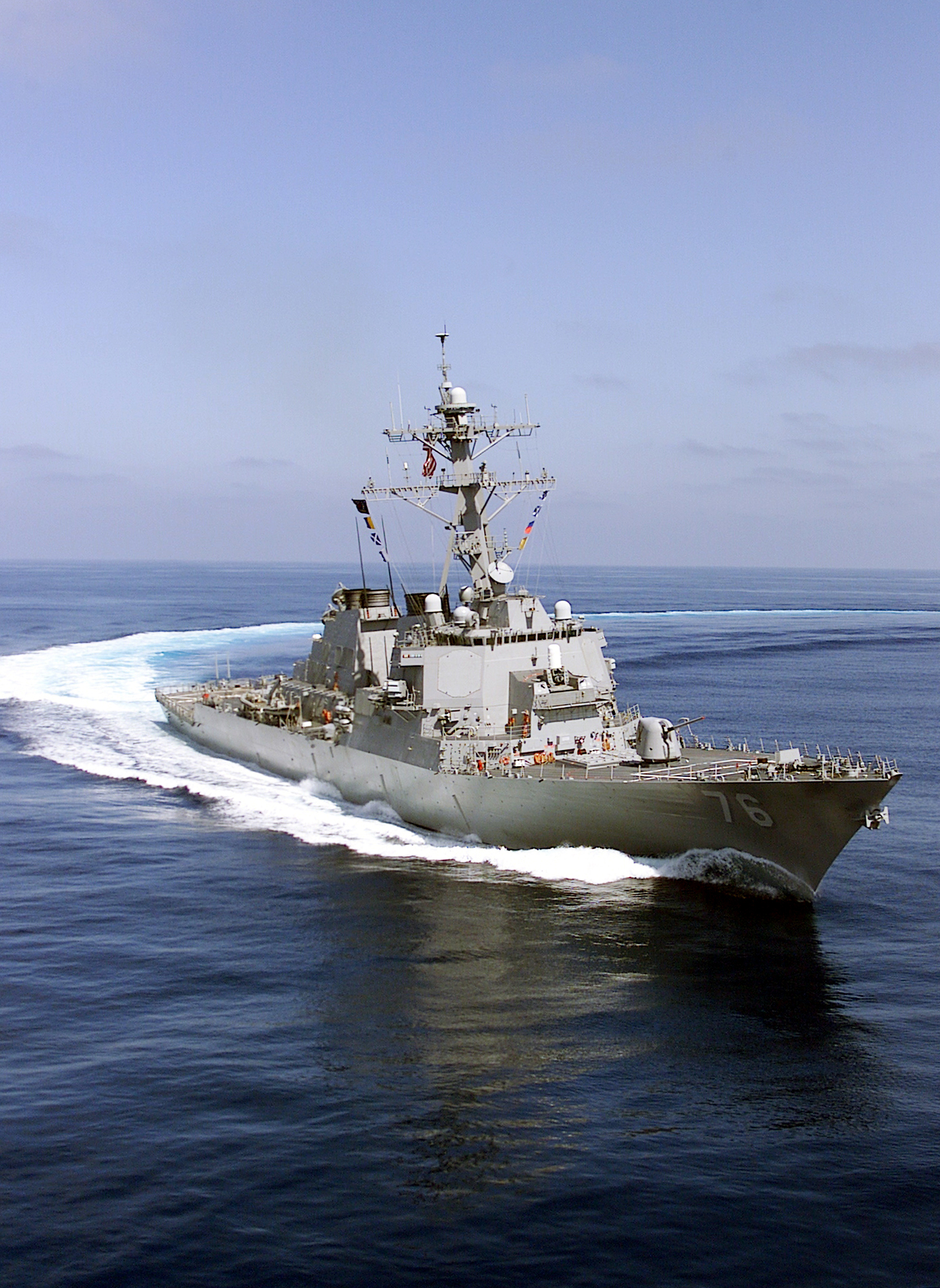
USS Higgins
Amerykański niszczyciel rakietowy typu Arleigh Burke

Nowoczesne okręty opisywanej klasy różnią się od siebie nawzajem ilością różnych rodzajów uzbrojenia, jednak podstawowymi faktami łączącymi tę klasę jest posiadanie przeciwokrętowych i przeciwlotniczych pocisków rakietowych, różnej broni przeciw okrętom podwodnym, przynajmniej jednej armaty głównego kalibru i kilku mniejszych, oraz co najmniej jednego śmigłowca pokładowego. Starsze niszczyciele rakietowe nie posiadały wszystkich tych elementów.
Z powodu ogólnej tendencji do powiększania się poszczególnych klas okrętów wojennych oraz niejednolitej i zmiennej klasyfikacji w różnych państwach i okresach, granica, na której zaczyna się i kończy przynależność do klasy niszczycieli, nie jest obiektywnie wyznaczona i zależy z jednej strony od klasyfikacji przyjętej w danej marynarce, a z drugiej od stosowanej wobec nich w literaturze fachowej. Okręty podobne pod względem wielkości i możliwości bojowych mogą być odmiennie klasyfikowane na świecie, w szczególności jako niszczyciele, fregaty lub krążowniki. Przyjmuje się w uproszczony sposób, że niszczyciele zajmują pośrednie miejsce między mniejszymi fregatami, a większymi krążownikami. Przed 1975 rokiem w marynarce USA fregatami nazywano jednak największe okręty, później przeklasyfikowane na niszczyciele lub krążowniki, a z kolei w marynarce francuskiej wszystkie okręty tego rodzaju klasyfikowane są jako fregaty. W przypadku Marynarki USA klasyfikacja okrętów obecnie jednoznacznie wynika z ich numeru burtowego (dla niszczycieli rakietowych: DDG), natomiast w przypadku europejskich państw NATO, niezależnie od narodowej klasyfikacji, pewną wskazówkę stanowi numer burtowy z literą D dla niszczycieli (z ang. destroyer) i F dla fregat. Jednak ostatecznie można stwierdzić, iż w przeciwieństwie do fregat, dominującą funkcją niszczycieli rakietowych nie jest obecnie funkcja eskortowa. Mają one silniejsze od fregat rakietowych uzbrojenie, szczególnie artylerię pokładową i rakietową. Z drugiej strony, marynarka wojenna USA od lat 90. XX wieku zastępuje fregaty niszczycielami w roli okrętów eskortowych grup lotniskowców. Z kolei radzieckie współczesne niszczyciele projektu 1155, typu Udałoj są w Rosji klasyfikowane jako duże okręty przeciwpodwodne (Bolszoj Protiwołodoczynyj Korabl), których uzbrojenie jest dostosowane głównie do tego celu.

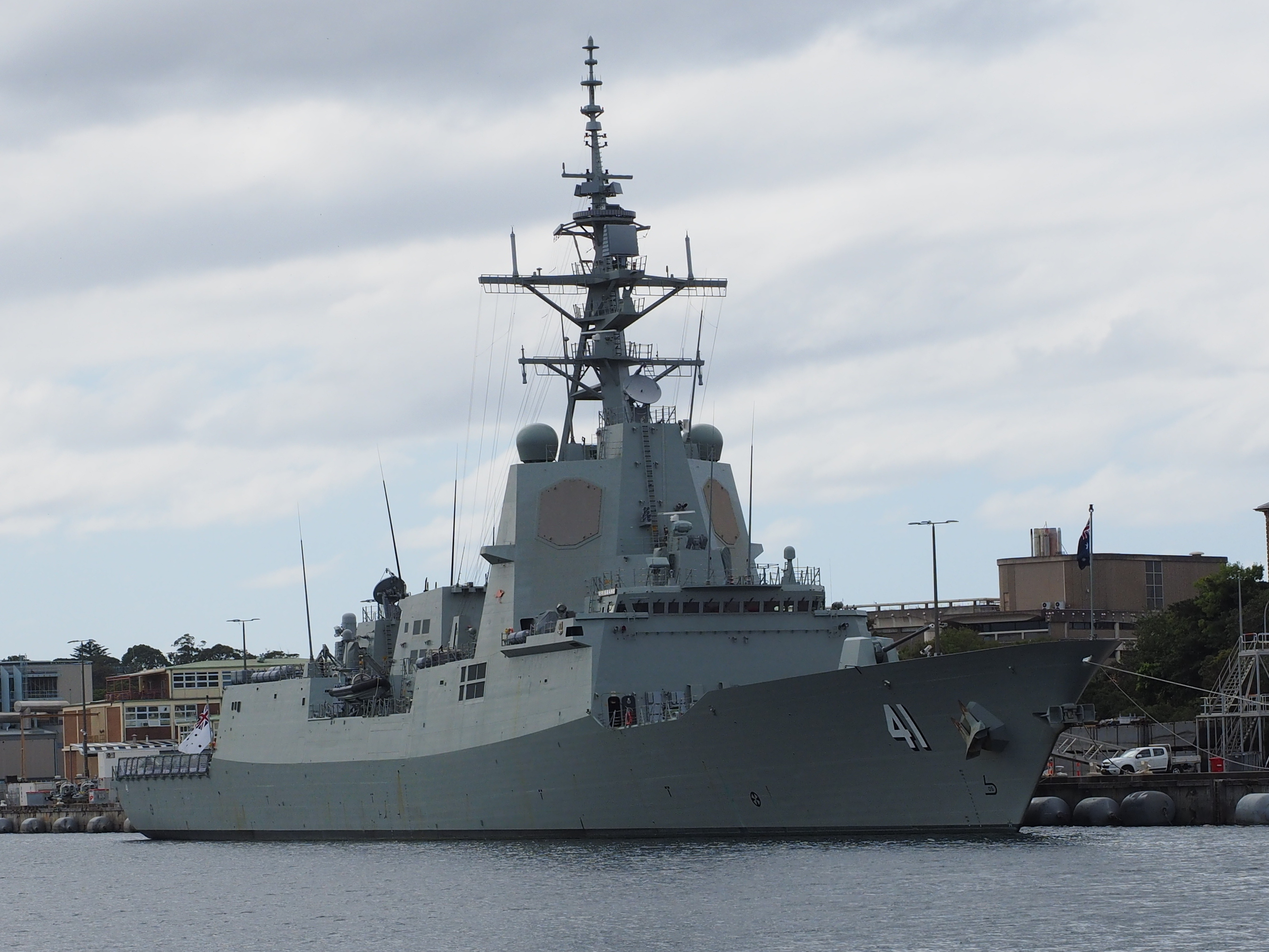
HMAS Brisbane, australijski niszczyciel rakietowy typu Hobart, który wszedł do służby w 2018 roku

Dość specyficzna różnica zachodzi między obecnymi niszczycielami rakietowymi a krążownikami rakietowymi. Polega ona głównie na wielkości i trochę większej ilości uzbrojenia, jednak rodzajem tego uzbrojenia jednostki te w ogóle nie odbiegają od siebie. W związku z tym mają również stosunkowo podobne zadania, a najlepszym przykładem jest to, iż amerykańskie krążowniki typu Ticonderoga dzielą wręcz wspólny projekt kadłuba z dużymi niszczycielami typów Spruance i Kidd.
Przykładami współczesnych niszczycieli rakietowych (produkowanych w XXI wieku) są:
- amerykańskie niszczyciele rakietowe typu Arleigh Burke,
- australijskie niszczyciele rakietowe typu Hobart,
- brytyjskie niszczyciele rakietowe typu 45,
- chińskie niszczyciele rakietowe typu 055.

## Zastosowanie

### Niszczyciele rakietowe na świecie
Na takie okręty jak współczesne niszczyciele i na posiadanie większej ich ilości, mogą sobie obecnie pozwolić tylko największe z marynarek wojennych świata. W wielu innych zostały one zastąpione przez fregaty i korwety, o również rosnących możliwościach bojowych. Niszczyciele to jednostki przeznaczone do działań na wielkich akwenach, szczególnie przydatne są dla państw o długiej granicy morskiej. Swą uniwersalnością mogą zaspokoić potrzebę bezpieczeństwa i obrony takich granic morskich. Przeznaczone są do różnorodnych zadań, takich jak wykonywanie ataków na wszystkie rodzaje okrętów, pojedynczych i ich grup, niszczenie sił napadu powietrznego, eskortowanie własnych okrętów i statków, ogólnie prowadzenie wszechstronnej walki na wszelakich teatrach działań morskich, gdzie mogą działać pojedynczo i w grupach. Obecnie znaczące floty niszczycieli posiadają Stany Zjednoczone, Rosja, Chiny, Wielka Brytania i Japonia. Najpopularniejszymi niszczycielami są amerykańskie jednostki typu Arleigh Burke i rosyjskie projektu 956, typu Sowriemiennyj (oznaczenie w kodzie NATO: Sovremenny).
Jednostki omawianej klasy różnie nazywane są w poszczególnych krajach. Niemcy określają je jako Zerstörer, Włosi caccia, Francuzi frégates, a Rosjanie Eskadrielnyj Minonosiec (esminec), jednak najczęstszym określeniem, które przyjęło się w skali międzynarodowej jest anglosaskie Guided Missile Destroyer. Większość z tych nazw można tłumaczyć właśnie po prostu jako niszczyciel lub niszczyciel rakietowy.

### Niszczyciele rakietowe w Polsce

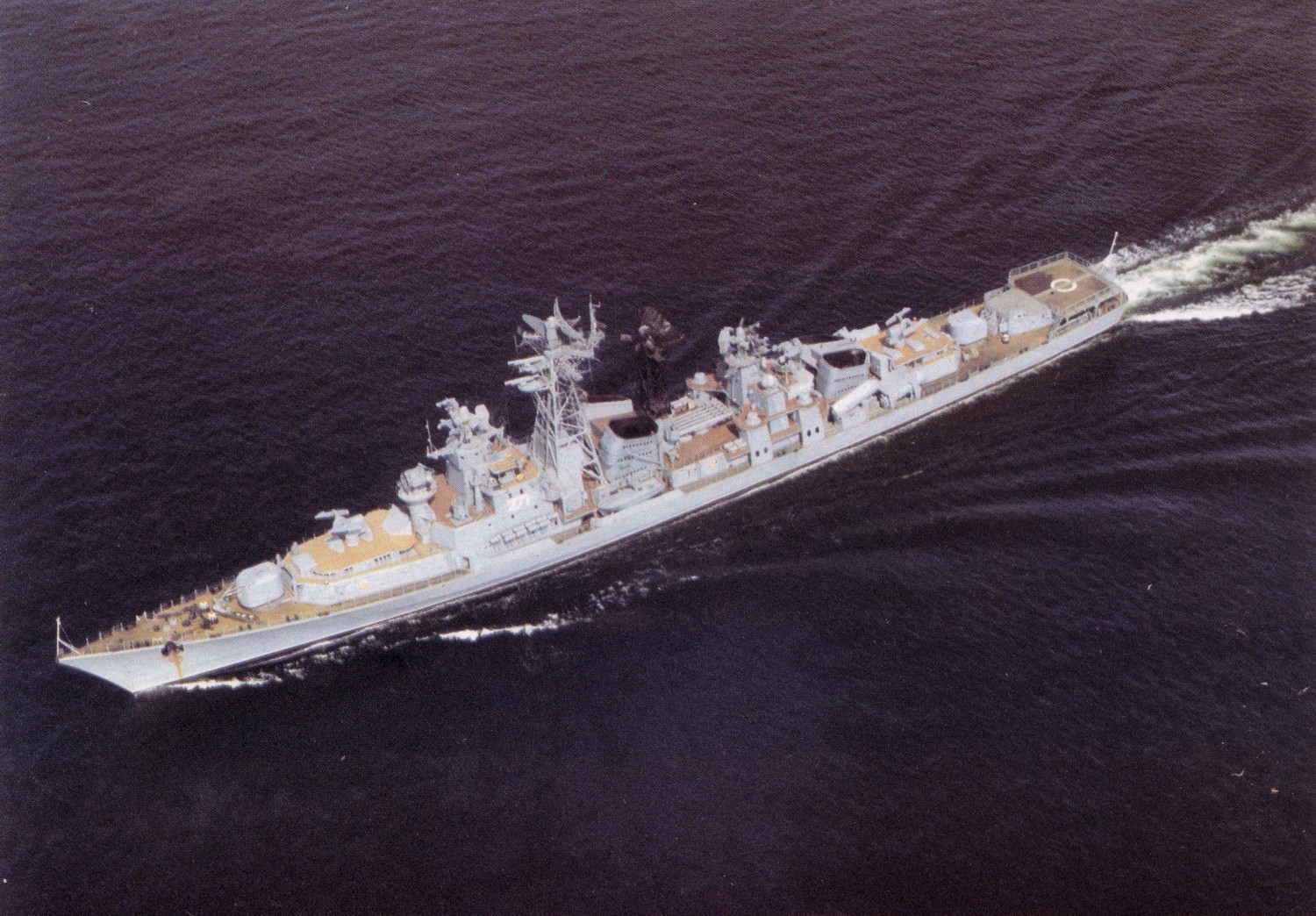
ORP Warszawa
niszczyciel rakietowy projektu 61MP

Marynarka Wojenna posiadała w swojej historii (PRL i RP) dwa niszczyciele rakietowe, oba noszące imię ORP „Warszawa”. Pierwsza „Warszawa” to niszczyciel rakietowy obrony powietrznej projektu 56AE (oznaczenie w kodzie NATO: Kotlin SAM) wcielony do służby w Marynarce Wojennej ZSRR w 1958 jako „Sprawiedliwyj”. Został kupiony przez Polskę w 1970, a wycofany w 1986. W przeciwieństwie do następcy był wyposażony tylko w przeciwlotnicze pociski rakietowe.
Druga „Warszawa” to początkowo także był okręt obrony powietrznej projektu 61M (oznaczenie w kodzie NATO: Kashin), ale w 1973 został on przez Rosjan dozbrojony w pociski przeciwokrętowe i zmodernizowany do standardu projektu 61MP (oznaczenie w kodzie NATO: Modified Kashin). Również ta jednostka od 1969 służyła w ZSRR i nazywała się „Smiełyj”, a w 1988 została od Rosjan wydzierżawiona, by ostatecznie w 1992 zostać odkupioną przez Marynarkę Wojenną. Okręt ostatni raz opuścił banderę wojenną w 2003 i został przeniesiony do rezerwy, a następnie zezłomowany, prawdopodobnie kończąc tym samym erę niszczycieli MW.
- ORP „Warszawa” (projektu 56AE) (275) (25 czerwca 1970 – 31 stycznia 1986)
- ORP „Warszawa” (projektu 61MP II) (271) (9 stycznia 1988 – 5 grudnia 2003)